# Elama Faʻatonu
Elama Faʻatonu, född 30 april 1994, är en amerikansk samoansk friidrottare. Han deltog vid olympiska sommarspelen 2012.